# Dream into Action
Dream into Action är Howard Jones andra studioalbum, utgivet den 23 mars 1985. Albumet nådde andraplatsen på den brittiska listan.

## Låtförteckning
Sida A
1. Things Can Only Get Better - 4:02
2. Life in One Day - 3:39
3. No One Is to Blame - 3:28
4. Dream into Action - 3:45
5. Like to Get to Know You Well - 3:59
6. Assault and Battery - 4:51

Sida B
1. Look Mama - 3:53
2. Bounce Right Back - 3:55
3. Elegy - 4:20
4. Is There a Difference? - 3:33
5. Automaton - 4:04
6. Hunger for the Flesh - 3:54